# ABBYY FineReader
ABBYY FineReader — software pro optické rozpoznávání znaků, vyvinutý společností ABBYY.
Tento software umožňuje převod obrázků dokumentů (fotografií, naskenovaných kopií, souborů PDF) do digitálních, editovatelných formátů, zejména do aplikace Microsoft Word, Microsoft Excel, Microsoft Powerpoint, RTF (Rich Text Format), HTML, PDF, PDF/A, prohledávatelných PDF, CSV, textových souborů (obyčejný text) atd. Počínaje verzí 11 lze soubory ukládat ve formátu „djvu“. Verze 12 podporuje rozpoznávání textu ve 190 jazycích a pro 48 z nich má vestavěnou kontrolu pravopisu.
Více než 20 milionů lidí na celém světě používají aplikaci. Aplikace FineReader je založena na technologii ABBYY OCR (optické rozpoznávání znaků), která je licencovaná společnostmi Fujitsu, Panasonic, Xerox, Samsung a dalšími společnostmi.

## Srovnání s předchozími verzemi
| Verze          | Nové a vylepšené ve srovnání s předchozím, z hlediska | Nové a vylepšené ve srovnání s předchozím, z hlediska | Nové a vylepšené ve srovnání s předchozím, z hlediska |
| Verze          | rozpoznávání | výkonnosti a využitelnosti | scénářů použití |
| -------------- | --- | --- | --- |
| FineReader 12  | - Vylepšené zachování celkového rozvržení dokumentu, tabulek, schémat a grafů. - 10 % přesnější rozpoznávání hebrejštiny.                                                                                  | - Téměř okamžité otevírání dokumentů. - Až o 15 % rychlejší konverze dokumentů. - Efektivnější práce díky modernímu rozhraní a integraci Windows 8.                         | - Rychlé kopírování části textu nebo tabulek do schránky bez nutnosti rozpoznávání celého dokumentu. - Přímá komunikace s cloudovými úložišti. - Lepší vzhled výsledných dokumentů PDF díky funkci PreciseScan a nástrojům na vylepšení obrazu. |
| FineReader 11  | - O 25 % efektivnější rozpoznávání tabulek. - Rekonstrukce záložek v PDF souboru. - Schopnost rozpoznání arabštiny.                                                                                        | - Až o 45 % rychlejší konverze dokumentů. - Redigování citlivých a důvěrných informací.                                                                                     | - Konverze dokumentů do nativních formátů pro přenosná zařízení: čtečky elektronických knih, tablety. - Konverze vizitek do elektronických kontaktů.                                                                                            |
| FineReader 10  | - Rekonstrukce obsahu a posloupných záhlaví díky technologii ADRT. - Rozpoznávání fotografií z fotoaparátů v mobilních telefonech. - Až o 30 % vyšší přesnost.                                             | - Díky zcela novému, optimalizovanému uživatelskému rozhraní a nabídce pro Rychlé úlohy lze získat výsledek na méně kliknutí.                                               | - Archivace v souborech PDF je díky kompresi MRC až 10x kompaktnější a o 50 % rychlejší. |
| FineReader 9.0 | - Rekonstrukce hlaviček a zápatí, poznámek a číslování stránek s nativními formátovacími prvky programu Microsoft Word díky technologii ADRT. - O 35 % vyšší přesnost. - Schopnost rozpoznání hebrejštiny. | - Automatické zjišťování jazyků dokumentů. - S vícejádrovými procesory běží několikanásobně rychleji. - U častých konverzí jsou k dispozici Rychlé úlohy na jedno kliknutí. | - Místo skeneru použijte digitální fotoaparát s automatickým zjišťováním a předzpracováním fotografií. - Automatická konverze obrázků a souborů PDF v přílohách e-mailů.                                                                        |
| FineReader 8.0 | - Schopnost rozpoznat dokumenty vyfotografované digitálním fotoaparátem s funkcí OCR. - O 30 % přesnější rozpoznávání dokumentů nízké kvality.                                                             | - Až dvakrát rychlejší konverze díky volitelnému Rychlému režimu. - Automatizace úkolů pro většinu běžných konverzí.                                                        | - Vylepšená konverze PDF s podporou nastavení zabezpečení PDF. - Bezobslužné dávkové zpracování díky funkci HotFolder. |

## Ocenění
- „Best Software of 2009“ (Nejlepší software roku 2009, časopis Hard&Soft Magazine, Rusko)
- 27. října, 2010, „Labs Tested Product of the Year“ (Laboratorně testovaný výrobek roku) podle britského Document Manager Magazine
- V létě 2010 získala aplikace FineReader Express Edition pro Mac na konferenci Macworld Awards hlavní cenu v kategorii „Nejlepší profesionální software“.
- Ocenění Editor Choice Award časopisu CHIP Magazine, prosinec 2011, Turecko
- PC Magazine. Best of the Month 2011
- „Doporučeno“ časopisem VIDI, Chorvatsko, 2012
- Ocenění „trend-setting product“ (výrobek udávající trendy) podle KM World, 2013[13]
- „Best Product of 2013“ (Nejlepší výrobek roku 2013) časopis Mir PK Magazine, Rusko
- PCMag Editors' Choice 2014[14]
- A další ocenění[15].